# Pikio.pl
Pikio.pl – polski serwis internetowy, w którym publikowane były informacje z kraju i ze świata. Dostępne na stronach portalu aktualności dotyczyły wydarzeń bieżących, polityki, gospodarki, stylu życia i społeczeństwa.
Redaktorem naczelnym Pikio.pl od 2018 roku był Bogdan Makowski, a następnie – do momentu przekształcenia w dniu 1. kwietnia 2021 r. – Patryk Przybyłowski. Siedziba redakcji mieściła się przy ul. Zięby 41 na warszawskim Ursynowie.
Właścicielem portalu Pikio.pl jest polska spółka Iberion sp. z o.o.

## Działalność
W statystykach branżowej firmy Storyclash GmbH, Pikio.pl regularnie plasował się w czołowej dziesiątce rankingu portali z największą liczbą interakcji (są to m.in. reakcje, komentarze, udostępnienia) wśród użytkowników mediów społecznościowych, takich jak Facebook i Twitter.
Badania CBOS z 2017 roku wymieniały Pikio.pl jako jedno z głównych mediów, z których użytkownicy Internetu czerpią informacje.
W dniu 1 kwietnia 2021 r. portal połączył się z serwisem Goniec.pl, przyjmując nazwę tego drugiego. Obecnie nie w serwisie Pikio.pl nie są już publikowane nowe informacje.